# Vernois-sur-Mance

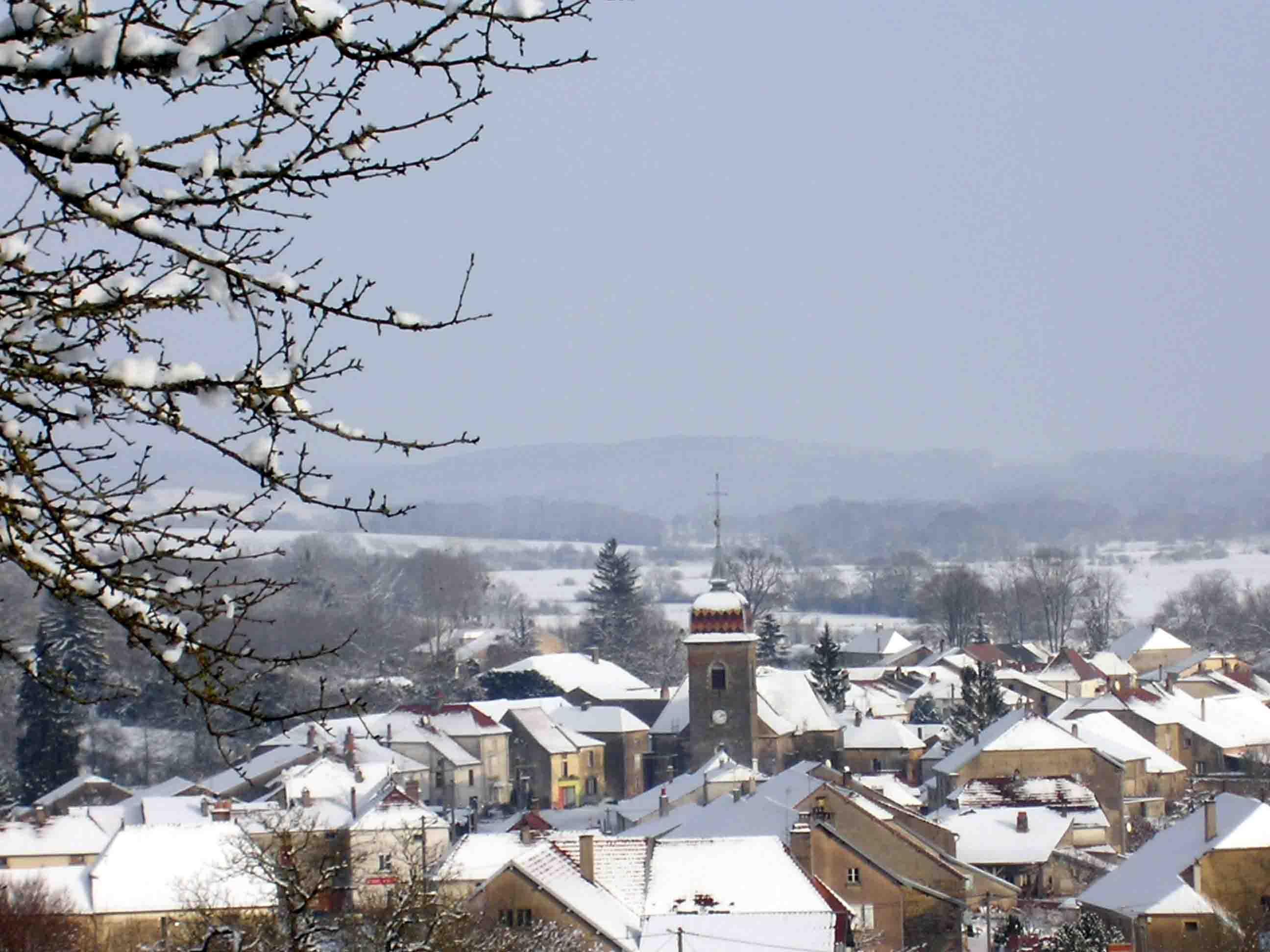

Vernois-sur-Mance is een gemeente in het Franse departement Haute-Saône (regio Bourgogne-Franche-Comté) en telt 169 inwoners (2011). De plaats maakt deel uit van het arrondissement Vesoul.

## Geografie
De oppervlakte van Vernois-sur-Mance bedraagt 8,2 km², de bevolkingsdichtheid is 20,6 inwoners per km².
De onderstaande kaart toont de ligging van Vernois-sur-Mance met de belangrijkste infrastructuur en aangrenzende gemeenten.

## Demografie
Onderstaande figuur toont het verloop van het inwonertal (bron: INSEE-tellingen).